# Mignon Schwenke
Mignon Schwenke (* 4. November 1954 in Amberg) ist eine deutsche ehemalige Landespolitikerin (Die Linke). Sie war von 2011 bis 2021 Abgeordnete im Landtag von Mecklenburg-Vorpommern.

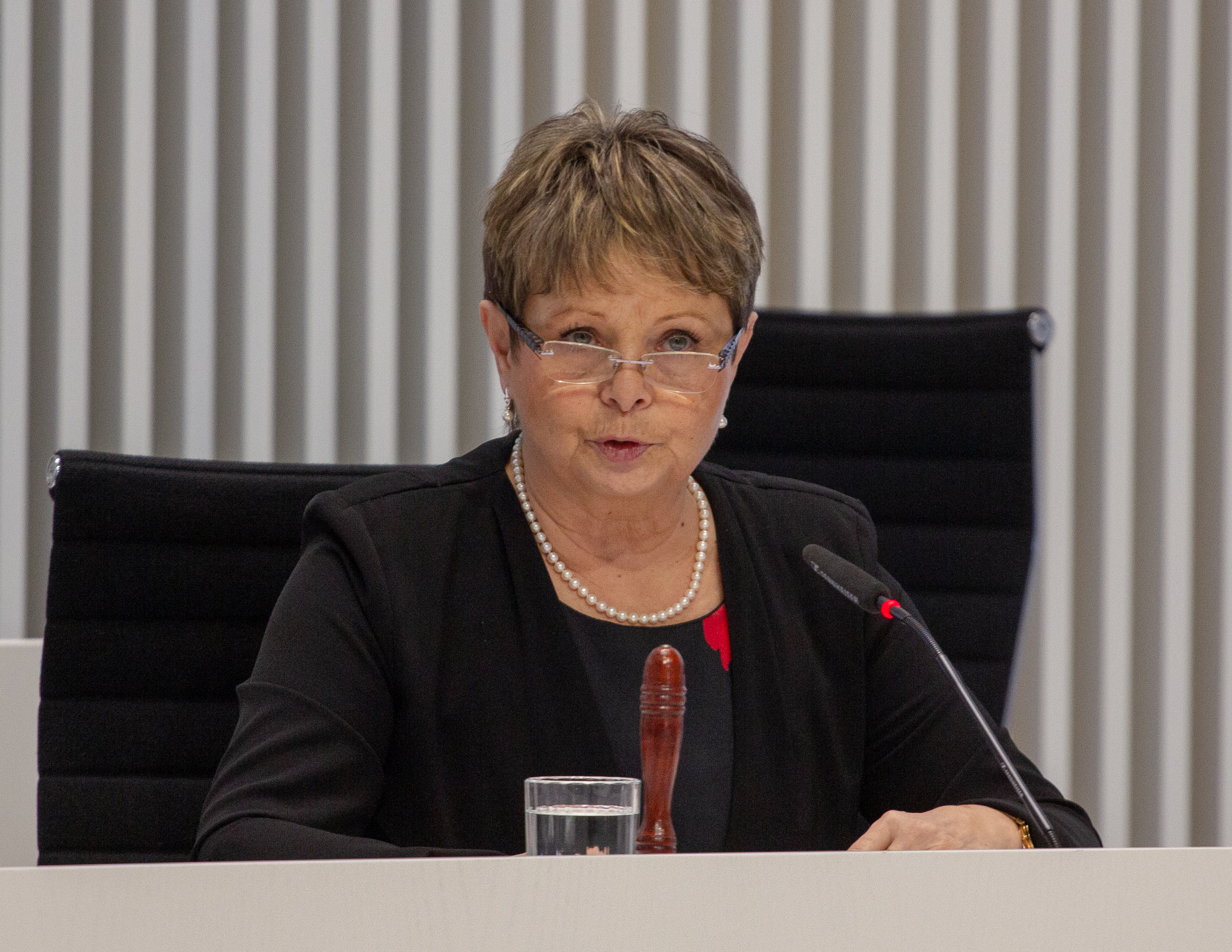
Mignon Schwenke als Sitzungspräsidentin im Landtag, 2019

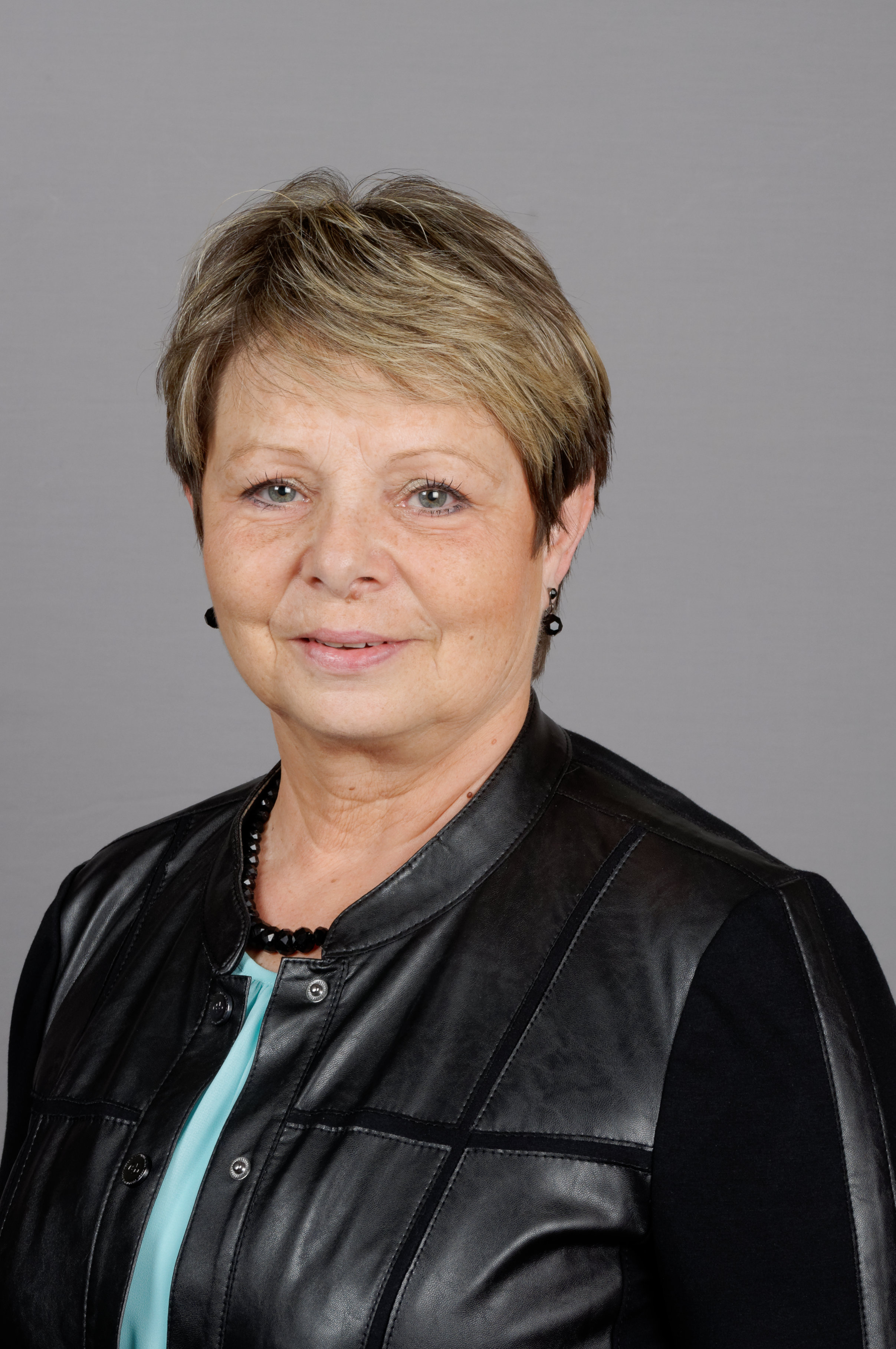
Mignon Schwenke 2017

## Biografie
Mignon Schwenke wuchs in Zwickau auf. Sie studierte von 1975 bis 1980 Nordistik an der Universität Greifswald, wurde dort 1986 promoviert und war bis 1992 als Assistentin tätig. Sie verließ dann den Hochschulbetrieb und war zunächst im Außendienst und im Einzelhandel beschäftigt, bevor sie ab 1999 als Mitarbeiterin von Abgeordneten der PDS und später der Landtagsfraktion der Partei Die Linke tätig wurde.

## Politik
Mignon Schwenke trat im Jahr 1974 in die Sozialistische Einheitspartei Deutschlands (SED) ein. Sie war zvon 1985 bis 1988 stellvertretende FDJ-Sekretärin an der Universität Greifswald. Seit 1990 bekleidete sie verschiedene Funktionen in der Partei des Demokratischen Sozialismus (PDS) und Linkspartei bis zur stellvertretenden Landesvorsitzenden in Mecklenburg-Vorpommern (2003 bis 2007). Bei der Landtagswahl am 4. September 2011 erhielt sie über die Landesliste ihrer Partei ein Abgeordnetenmandat. Nach der Landtagswahl 2021 schied sie aus dem Parlament aus.
Seit 2009 gehört Mignon Schwenke der Greifswalder Bürgerschaft an. Dort war sie zeitweise Vizepräsidentin, außerdem leitet sie den Ausschuss für Soziales, Jugend, Sport, Inklusion, Integration, Gleichstellung und Wohnen.

## Schriften
- Die politischen Beziehungen zwischen dem Königreich Dänemark und der Bundesrepublik Deutschland seit Beginn der siebziger Jahre und ihre Bedeutung für die Haltung Dänemarks zu einigen Fragen der internationalen Beziehungen. Greifswald, Univ., Diss. A, 1986